# Öppet köp
Öppet köp är ett köpeavtal som detaljhandeln frivilligt kan erbjuda sina kunder. Köpeavtalet innebär att kunden får pengarna tillbaka om denne ångrar köpet och återlämnar det köpta till försäljaren i oanvänt/obrutet skick inom en av säljaren förbestämd tid.
När öppet köp erbjuds är det viktigt att försäljaren anger skriftligt hur länge öppet köp gäller, exempelvis på kvittot. Därefter är det kundens ansvar att förvara och medtaga kvittot vid eventuellt återlämnande enligt öppet köp. Vid storhelger som jul brukar en del säljare tillfälligt ändra sina villkor för öppet köp.